# Batolecí vzdor

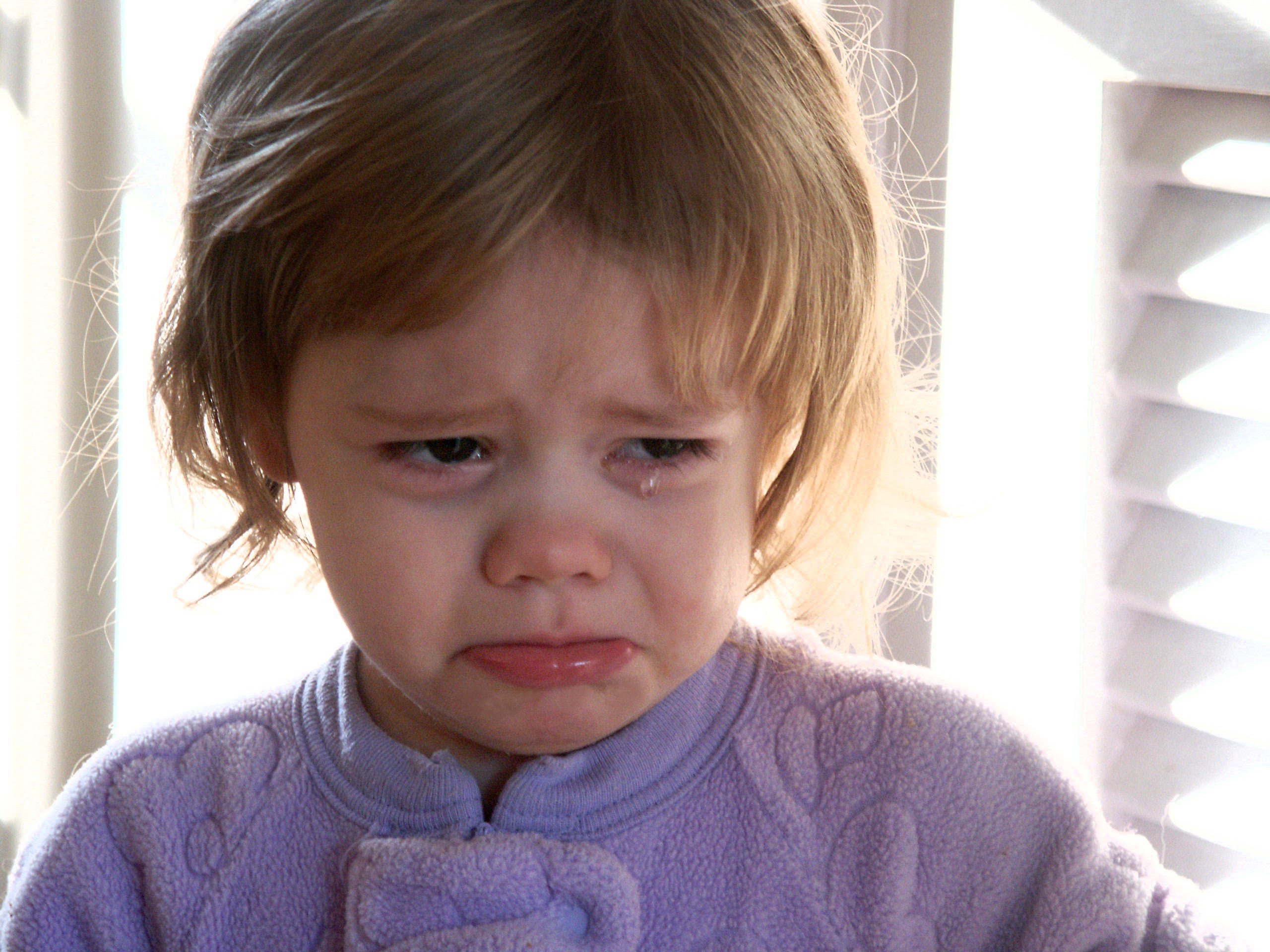
Plačící dívka

Batolecí vzdor neboli negativismus je charakteristický pro děti od 18 měsíců do 4 let a obvykle vrcholí mezi 2. a 3. rokem života. Do věku 6 let pozvolna ustává. Jedná se o příznačné odmítání i těch nejopodstatněnějších požadavků dospělých a projevuje se u naprosté většiny dětí, liší se však v intenzitě a délce trvání. Má podobu záchvatů – vzdor, trucování, výbuchy zlosti, křik, dupání, kopání kolem sebe, válení se po zemi, dítě může až zmodrat a lapat po dechu. Záchvat vzteku trvá nejčastěji půl minuty až minutu, může být však i delší. Někdy se negativismus projevuje velmi vytrvalým a tichým trucováním.

## Příčiny a význam
Podle Matějčka a Dytrycha jsou vzdor a zlost batolete důsledkem nezralé osobnosti a nevyspělého nervového systému, který se ještě nedovede vyrovnat se změnami situace či zvládnout konflikt ústící z toho, že po něčem dychtivě touží, ale nemůže toho dosáhnout. S postupným vyzráváním a vyspíváním se však i tento nervový systém „naučí“ zátěže přijímat a nepříjemnostem odolávat. S přibývajícím věkem dítěte záchvaty vzteku pozvolna ustávají, jejich četnost i intenzita se neustále snižuje. S Matějčkem, který vzdor označuje za nervovou slabost, zkratkovité jednání, které je nepatřičné, neúčinné a nezávislé na vůli dítěte, polemizuje Říčan. Podle něj se jedná o často oprávněnou reakci dítěte, je to bouření se proti moci, kterou nad ním vychovatel má. Batole se snaží prosadit svou vůli ani ne tak proto, že by o něco stálo, ale spíše samoúčelně (vzdor kvůli vzdoru). Toto období Říčan pojímá jako kořeny formující se osobnosti, má velký význam pro vývoj individuality. S tím, že batolecí vzdor má velký význam, souhlasí i Haswellová, Hocková a Wenar. Ti uvádějí, že se jedná se o důležitý milník v kognitivním a emocionálním vývoji dítěte; vzdor signalizuje uvědomění si sebe sama jako samostatné identity a je vyjádřením rostoucí potřeby nezávislosti a boje za autonomii. Vzdor batolete je sice krajně nepříjemný pro všechny osoby podílející se na jeho výchově, ale je velmi důležitým a podstatným aspektem v raném vývoji dítěte s dalekosáhlými důsledky pro vývoj pozdější.
Je potřeba si uvědomit, že batolecí vzdor je naprosto normální, přichází skoro se stejnou pravidelností jako puberta a jen málokterá rodina se mu vyhne. Ve věku 3–4 let má většina dětí záchvat vzteku průměrně jednou za den. Nejedná se tedy o žádnou patologii, postižení či špatný charakter. Rodič se nemusí obávat, „aby to dítěti nezůstalo“. Není to ani důsledek nepřátelského postoje vůči vychovateli. Podle Matějčka a Dytrycha jej nelze považovat za agresivitu, ale spíše za známku toho, že dítě je již schopno do svých přání věnovat dostatek energie. Afekt hněvu a vzteku souvisí s rozvojem sebeuvědomování a sebeprosazování.
Rodičům potýkajícím se s dítětem v období negativismu může pomoci, pokud pochopí, že batolecí vzdor má i pozitivní význam. Lze jej vnímat jako usilování o nezávislost a způsobilost spíše než pouhou paličatost. Tento vývoj autonomie má později podstatné pozitivní konsekvence: schopnost myslet a pracovat samostatně. Často se u dětí objevuje i roztomilý, hravý a kreativní způsob opozice vůči dospělému, a vychovateli by vědomí toho, že se jedná o všeobecný a důležitý jev, mohlo pomoci toto ocenit.

## Výchovné přístupy
Říčan nabádá rodiče k laskavé, klidné, respektující pevnosti při výchově a uvádí, že největší problémy v tomto období mívají rodiče nedůslední a nejistí, kteří dítěti stanoví pravidla a posléze rezignovaně ustoupí. Dítěti se má důsledně zamezit v nežádoucí činnosti, při které hrozí, že sobě či jiným ublíží či něco zničí apod. Při takovémto omezení dítě narazí na větší sílu než je ono samo a nezbývá mu než se podřídit, není však nuceno jednat proti své vůli. Pokud se rodič dostane do situace, kdy po dítěti něco chce a ono to přitom odmítá a pokud tato požadovaná činnost není vyloženě nutná, je podle Říčana lepší rezignovat a dítě do ní nenutit. Důležité však také je nesnažit se rozmarům dítěte vyhovět a jeho výbuchy netolerovat. Emoce dítěte je vhodné pojmenovat a vyjádřit s nimi porozumění. Přístupem „pochopení pro emoce a nesouhlas s některými projevy jejich vyjádření prostřednictvím chování“ se dítě postupně učí, jak emoce vyjadřovat akceptovatelným způsobem.
Vzteklá reakce dítěte přichází obvykle v důsledku pokynu rodiče, aby něco udělalo nebo naopak něco přestalo dělat. Je pravděpodobnější tehdy, když je dítě hladové, rozrušené nebo unavené. Ve studii, kterou provedli Haswellová, Hocková a Wenar se nejčastěji batolecí vzdor objevoval při požadavcích, aby si dítě přestalo hrát a šlo jíst, ochutnalo nový pokrm, opustilo vanu, obléklo si neoblíbený kus oblečení a aby šlo spát. Nejintenzivnější záchvaty nastávaly po požadavku přerušení probíhající aktivity (např. hraní si s hračkami, koupání se ve vaně) za účelem započatí nové (jíst, jít spát).
Podle Matějčka se dá mnohým z těchto situací předcházet: rodič může například dítěti pomoci s úklidem či na nákupy brávat jeho vlastní hračku, aby se tolik nevzrušovalo kvůli hračkám, které spatří v obchodě. Dále Matějček zdůrazňuje, že je důležité na dítě nespěchat, nepřerušovat mu náhle hru, ale dát mu čas, aby si ji dohrálo. Skutečnou účinnost této rady potvrzuje i studie Haswellové, Hockové a Wenara, ve které matky schopné svůj požadavek opatrně načasovat tak, aby dítě nebylo nuceno náhle přerušit již probíhající činnost, které také k dítěti vhodně vysílaly varování dopředu (Např. „Už pomalu konči, za chvíli půjdeme večeřet.“), se se záchvaty vzteku u svých dětí potýkaly poměrně zřídka. Tato varování dítěti umožnila přizpůsobit se přicházející změně a také to, aby probíhající aktivitu postupně ukončilo samostatně. S nízkou četností záchvatů také souvisela schopnost matky přizpůsobit se přirozenému tempu svého dítěte – tomu, jak rychle a snadno se dítě dokáže přizpůsobit změnám.
Podle Haswellové, Hockové a Wenara lze záchvatu předejít správným načasováním opakované výzvy: Jestliže dítě nevyhoví na požadavek okamžitě, někteří rodiče opakují svůj příkaz ve velmi krátkých intervalech, anebo dítě nepřetržitě komandují. Ukázalo se, že takovéto chování batolecí vzdor vyvolá či ještě zhorší. Naopak rodič, který s opakováním svého požadavku chvíli posečká, se vyhovění od dítěte dočká pravděpodobněji. V tomto výzkumu byl interval mezi výzvami 10 sekund a rodiče vypovídali i o užití déletrvajících pomlk.
Jako fungující se ukázala i technika, kdy je dítěti poskytnuta možnost volby – i kdyby měla být omezená. Tím, že dítěti je umožněno se rozhodnout, je uspokojena jeho potřeba autonomie, ve které má právě batolecí vzdor svůj původ. Také se zvýší jeho pocit nezávislosti, způsobilosti a převahy. Dítěti se tedy nabízí určité alternativy jako např. „Můžeš to udělat nyní, anebo za pět minut, co si vybereš?“, či „Můžeš se jít vykoupat teď, anebo se můžeš dál dívat na televizi a vykoupat se později, ale pak ti už nebudeme v postýlce číst“. Při intenzivním a úpornému záchvatu Haswellová, Hocková a Wenar doporučují, aby vychovatel dítě izoloval a přestal jeho chování věnovat pozornost. Toto však musí být provedeno bez kárného a trestajícího vyznění. V některých případech je také izolace pro dítě příliš stresující a postačí, pokud si vychovatel přestane dítěte všímat.
Podobnou výchovnou odezvu doporučuje i Matějček – rodič úplně a naráz změní situaci – přemístí vztekající se dítě do klidné místnosti, či sám odejde a nechá dítě samotné – takový stav nutí dítě k pozornosti vůči novým podnětům. Ve veřejných prostorách, kde toto není možné, Matějček doporučuje terapii pevným objetím Jiřiny Prekopové. Tento přístup je však z odborného hlediska velmi sporný. Matějček dále zdůrazňuje, že jakmile záchvat odezní, má rodič dítě přijmout bez výhrad a výčitek a ujistit ho o své přízni. Je možno si s ním o jeho záchvatu promluvit – že „to“ na něj přišlo, lomcovalo s ním, a proto jsme my udělali to a to, abychom mu pomohli.
Je nutno si uvědomit, že i s tím nejukázkovějším způsobem výchovy se negativismus u dítěte může stále projevovat. Existuje také určitý „bod zlomu“, po kterém již nemá intervence rodičů na průběh záchvatu vzteku dítěte téměř žádný vliv a může jej dokonce zhoršit. Jediným řešením v takovém případě je tedy vyčkat.